# Psychomotoryka
Psychomotoryka − dziedzina zajmująca się teorią i metodami psychologii ruchu. Pojęcie „psychomotoryka” składa się z dwóch słów psychika i motoryka i w ten sposób opisuje zależność pomiędzy percepcją, ruchem, przeżywaniem, uczeniem się a działaniem. Procesy umysłowe, takie jak emocjonalność czy koncentracja, oraz indywidualne cechy osobowości wpływają na spontaniczność ruchów oraz sposób poruszania się. Ten związek przyczynowo-skutkowy jest nazywany psychomotoryką. W poniższym artykule termin ten oznacza całościową, ukierunkowaną na rozwój koncepcję, która wspiera zarówno rozwój percepcji, jak i ruchu.
Pojęcie psychomotoryka wywodzi się etymologicznie od stgr. ψυχή (czyt. psyche) „podmuch, dusza, umysł” oraz łac. mōtāre oznaczającego „wprawiać w ruch”. W dosłownym tłumaczeniu pojęcie to oznacza „poruszanie duszy”. Poza tym psyche w języku starogreckim jest słowem używanym do opisu całej osoby ludzkiej. W tym sensie psychomotoryka jest rozumiana zarówno jako „poruszanie duszy”, jak i „poruszanie uczuć i ciała”.

## Szkoły, koncepcje i założenia psychomotoryki
Istnieje wiele szkół psychomotorycznych, jak psychomotoryka francuska, belgijska, austriacka i niemiecka.
Rozmaite szkoły psychomotoryki wspólnie podkreślają współdziałanie psychicznego doświadczenia człowieka lub jego rozwoju psychiczno-duchowo-emocjonalnego oraz rozwoju motoryki i percepcji. Uwzględnia się wpływy otoczenia socjalnego i materialnego na jedność psychiki i motoryki. Szkoły psychomotoryki różnią się natomiast pod względem kilku podstawowych założeń dotyczących przyczyn powstania ograniczonej zdolności percepcji, uczenia się, koordynacji ruchowej i zaburzonego zachowania oraz pod względem możliwości ich leczenia.
Twórcy tych założeń posługują się rozmaitymi psychologicznymi, pedagogicznymi, socjologicznymi i medycznymi systemami teoretycznymi, aby ugruntować działania praktyczne. Przykładowo do ich uzasadnienia wykorzystywane są pewne elementy psychoanalizy i psychologii kognitywnej lub neurofizjologii. W latach 70. i 80. teoriami, do których nawiązywała psychomotoryka, była teoria Gestaltkreis (jedność ruchu i percepcji) według Viktora von Weizsäckera, materialistyczna teoria działalności według Aleksieja Leontjewa, a także teoria Jeana Piageta.

## Historia psychomotoryki
Twórcą psychomotoryki w latach 50. w Niemczech był Ernst John Kiphard, który uchodzi za pioniera tego nurtu.
Pojęcie psychomotoryka przejął on od niemieckiej przedstawicielki rytmiki Charlotte Pfeffer, która w roku 1938 opublikowała artykuł pod tytułem: Terapia psychomotoryczna.
W latach 50. w Gütersloh, w Westfalskiej Klinice Psychiatrii dla młodzieży, Kiphard leczył dzieci i młodzież z zaburzeniami zachowania w oparciu o ćwiczenia fizyczne. Szybko doszedł do wniosku, że: „Opanowanie ruchu jest pierwszym krokiem do opanowania siebie.“ W latach 1957/58 realizował badania zlecone przez Ministerstwo ds. Społecznych w Westfalii. Wyniki badań opublikowano w roku 1960 pod tytułem: „Ruch leczy. Psychomotoryczna metoda leczenia poprzez ćwiczenia u dzieci opóźnionych w rozwoju“. Publikacja ta stała się dniem narodzin niemieckiej psychomotoryki. W tym samym roku ukazała się pierwsza książka Kipharda „Ruch leczy“, w której autor przedstawił podstawowe zarysy Psychomotorycznego Leczenia Ruchem (PMÜ).
W czasie długoletniej pracy Kipharda z dziećmi i młodzieżą stało się jasne, że jego zajęcia ruchowe pozytywnie oddziałują na emocjonalny rozwój dzieci.
Ze względu na terapeutyczne i wspierające działanie Kiphard rozpoczął systematyczne badanie i rozwijanie zajęć ruchowych. Wraz z współpracownikami stworzył także motopedagogikę, mototerapię i motologię.
Psychomotoryka w Niemczech:
1975 utworzenie Aktionkreis Psychomotorik e.V.
W Hamm w dniach 11–12 lipca 1975 odbyło się posiedzenie założycielskie Aktionkreis Psychomotorik e.V. (ak’P). Na pierwszego przewodniczącego 15 członków założycielskich wybrało Helmuta Hünnekensa. Bezpośrednio po utworzeniu stowarzyszenia przystąpiło do niego 120 sympatyków.
1977 kształcenie w szkołach państwowych
20 kwietnia 1977 zezwolono na działalność Szkoły Zawodowej Terapii Gimnastyki i Ruchu w Dortmundzie, która od tego czasu prowadzi studia dla motopedagogów kończące się egzaminem państwowym. Podstawy programu nauczania wywodzą się z Komisji Curriculum stowarzyszenia ak’P i nawiązują do tradycji psychomotorycznego leczenia przez ćwiczenia.
1983 motologia jako kierunek studiów
Wraz z utworzeniem studiów podyplomowych na Uniwersytecie Philippsa w Marburgu motologia awansowała od nauki zawodowej do dyscypliny naukowej. Katedrę objął prof. dr Friedhelm Schilling i kierował nią do roku 2002.
1990 utworzenie Akademii Motopedagogiki i Mototerapii (ak’M)
Szeroka oferta kształceniowa stowarzyszenia ak’P doprowadziła do utworzenia w roku 1990 Akademii Motopedagogiki i Mototerapii jako samodzielnej jednostki doskonalenia zawodowego. Od tego czasu Akademia oferuje zatwierdzone przez Ministerstwo studia podyplomowe i kursy kwalifikacyjne na wielu obszarach psychomotoryki i jest największą instytucją kształcącą w zakresie psychomotoryki w Niemczech.
2006 utworzenie Niemieckiego Towarzystwa Psychomotoryki
16.09.2006 Aktionkreis Psychomotorik wraz ze związkiem zawodowym dyplomowanych motologów i związkiem zawodowym motopedagogów utworzył Niemieckie Towarzystwo Psychomotoryki, aby wspólnie propagować idee psychomotoryki.
2008 zmiana nazwy Akademii Motopedagogiki i Mototerapii
W połowie roku 2008 zmieniono nazwę na Niemiecką Akademię Psychomotoryki (dakp), aby w jeszcze większym stopniu zaakcentować swoją pozycję w Niemczech i ścisłe powiązanie z Aktionskreis Psychomotorik.
Nurty psychomotoryki niemieckiej:
- Psychomotoryczne leczenie przez ćwiczenia według Kipharda.
- Nurt zorientowany na kompetencje według Friedhelma Schillinga,
- Psychomotoryka systemiczna według Rolfa Balgo i Reinhardta Vossa
- Nurt zorientowany na dziecko według Renate Zimmer(inne języki)
- Psychomotoryka (IPE) według Andrzeja Majewskiego (samostanowienie, kontrola nad sobą, autonomia) ↔IPE-pol. IPW Integracyjne Pedagogiczno-Terapeutyczne Wspieranie Rozwoju

## Rozwój psychomotoryki
Psychomotoryczna terapia ćwiczeniowa Kipharda od połowy lat 80. zaczęła być poddawana krytyce. Uważano, że koncepcja jest zbyt monokauzalna, zbyt medyczno-psychiatryczna i zanadto koncentruje się na deficytach. Wskutek tego uległa ona rozwinięciu i na plan pierwszy wysunęło się uwzględnienie „dziecięcego punktu widzenia“. Powstały nowe nurty psychomotoryczne. Najbardziej znanym z nich jest nurt zorientowany na dziecko według Renate Zimmer. W latach 90. Renate Zimmer oparła ją na teorii osobowości Carla Rogersa. Jej koncepcja wykazuje także podobieństwo do niedyrektywnej terapii zabawowej według Virginii Axline. W ramach swej koncepcji psychomotorycznej Zimmer proponuje dzieciom ruchowy i socjalny pokój doświadczeń, aby poprzez ruch mogły one odnaleźć ścieżki pokonania trudności i problemów emocjonalnych. Dzięki samodzielnie znalezionym i niesterowanym doświadczeniom ruchowym wzmacnia się koncepcja samego siebie. Centralną kwestią jest to, że dzieci są świadome własnej skuteczności i możliwości działania. W nurcie stworzonym przez Renate Zimmer cała uwaga skupia się na mocnych stronach dziecka i na jego potrzebach. Koncepcja ta przyspieszyła rozwój psychomotoryki i dostosowała ją do wyników badań współczesnej psychologii, pedagogiki i socjologii.
Nowoczesna koncepcja psychomotoryki J. i A. Majewskich opiera się na konstruktywizmie, założeniu empowermentu, koncepcji autopoezy, teorii systemu, salutogenezie, teorii osobowości Carla Rogersa, zorientowanej na dziecko metodzie Zimmer, transgresywnej koncepcji człowieka według Józefa Kozieleckiego i na wybranych elementach psychiatrii humanistycznej Antoniego Kępińskiego. Należy wspomnieć ważną kwestię, że psychomotoryka jest zarówno koncepcją pedagogiczną, jak i terapeutyczną.

## Obszary zastosowania psychomotoryki
Psychomotoryka wykorzystywana jest w celach profilaktycznych i terapeutycznych w przedszkolach, szkołach, klubach sportowych, praktyce lekarskiej, w pedagogice integracyjnej, w instytucjach pedagogicznych, w pracy socjalno-pedagogicznej z dziećmi i młodzieżą itp. Z powodzeniem metodą psychomotoryczną pracuje się w psychiatrii dziecięcej i młodzieżowej, z dziećmi i młodzieżą z trudnościami w nauce lub z zaburzeniami zachowania lub rozwoju.
W kontekście pedagogiki integracyjnej i pedagogiki specjalnej psychomotoryka jest tradycyjnie stosowana w pracy z dziećmi i młodzieżą niepełnosprawną (intelektualnie, psychicznie, fizycznie) lub zagrożonych taką niepełnosprawnością.
Dzieci i młodzież niepełnosprawne wykazują problemy na obszarze dotyczącym zmysłów, motoryki, emocji, komunikacji i procesów poznawczych. Terapia psychomotoryczna może mieć pozytywny wpływ właśnie na te obszary. W tym kontekście psychomotoryka wnosi istotny wkład zarówno do wychowania ruchowego, jak i do pozytywnego rozwoju osoby niepełnosprawnej. Pod względem celu jaki sobie stawia, aby przekazać dzieciom i młodzieży kompetencję odnoszącą się do Ja, kompetencję socjalną i rzeczową. Psychomotoryka współgra z celami, do których dąży zarówno pedagogika ogólna, jak i pedagogika integracyjna i specjalna.
Elementy psychomotoryczne znajdują się także w ramach pracy fizjoterapeutów, ergoterapeutów i logopedów.

## Psychomotoryka w kontekście społecznym
W kontekście społecznym ruchowi przypisuje się coraz większe znaczenie. Z jednej strony pojawiły się liczne wyniki badań rozwojowo-psychologicznych, które ukazują znaczenie ruchu i percepcji dla stabilnego rozwoju wczesnodziecięcego w obszarze emocjonalności, rozwoju mowy, zachowania społecznego i procesów poznawczych. Z drugiej strony takie zmiany społeczne jak zwiększająca się urbanizacja wraz z wzrastającą izolacją dzieciństwa, ubóstwo, niekontrolowana konsumpcja mediów u dzieci, powodują ograniczenie możliwości ruchu, doświadczenia, działania i komunikacji dzieci i tym samym prowadzą do socjalnego kalectwa.
W obliczu wielokrotnie obserwowanego ograniczania dziecięcych przestrzeni ruchu i wynikającego z tego wzrostu liczby dzieci z problemami koordynacji, wadami postawy, problemami szkolnymi, nierozwiniętą stosownie do wieku kompetencją socjalną i niedojrzałą koncepcją siebie, instytucje społeczno-pedagogiczne są odpowiedzialne za zapewnienie dostatecznego wsparcia psychomotorycznego jako środka do wspomagania rozwoju i zdrowia dzieci, które zostały im powierzone.

## Cele psychomotoryki
Koncepcja psychomotoryczna jest metodą zorientowaną na ruch, która dzięki różnorodnym możliwościom działania i rozwiązywania problemów w specjalnie zaaranżowanych scenariuszach psychomotorycznych wywiera pozytywny wpływ na cały rozwój człowieka. Punktem wyjścia w tej koncepcji jest holistyczny obraz człowieka. Równocześnie psychomotorycy podkreślają jedność ciała, duszy i umysłu. W szerszym kontekście psychomotoryka opisuje wzajemne oddziaływanie na siebie percepcji, procesów poznawczych, emocji, psychiki i ruchu oraz ich znaczenie dla rozwoju kompetencji działania jednostki w kontekście psychospołecznym.
Podstawą psychomotoryki jest założenie, że wspieranie ruchu, percepcji i działania przyczynia się do zyskania pewności siebie i tworzy warunki uczenia się oraz że proces uczenia przebiega podczas konfrontacji z otoczeniem. W praktyce psychomotoryka daje dziecku możliwość wyrażenia swojego ciała i przeżyć, eksperymentowania z ciałem i przedmiotami, rozwiązywania zadań w grupie i tym samym udoskonalenia kompetencji siebie samego, kompetencji rzeczowej i socjalnej.
Cele kształcenia i kompetencje psychomotoryczne
- Estetyczna zdolność do percepcji, tworzenia i oceniania
- Ukształtowanie pozytywnej świadomości ciała
- Ukształtowanie międzyludzkich możliwości komunikacji
- Dostrzeganie potrzeb, życzeń, zainteresowań i oczekiwań innych oraz odpowiednie uwzględnienie własnego zachowania
- Empatia
- Rozwój pewności siebie i poczucia własnej wartości
- Umiejętność podejmowania ryzyka i ponoszenia odpowiedzialności
- Umiejętność wyciągania wniosków
- Umiejętność myślenia strategicznego
- Umiejętność słownego przekazywania informacji i porozumienia
- Świadomość zdrowotna i odpowiednia pielęgnacja ciała
- Gotowość do pomocy, poczucie sprawiedliwości i umiejętność solidarnego działania
- Rozpoznawanie zależności w otoczeniu naturalnym i społecznym
- Zdolność do zawierania kompromisu i pokoju
- Świadomość odpowiedzialności za przyrodę i otoczenie, szacunek do świata istot żywych, którego częścią jesteśmy
- Kreatywność
- Umiejętność współdecydowania
- Motywacja
- Zdrowie psychiczne
- Zdolność do refleksji
- Opanowanie
- Umiejętność decydowania o sobie, oceniania i krytyki
- Koncepcja siebie
- Samorealizacja w kontekście społecznym
- Odpowiednie zachowywanie się w stosunku do otoczenia
- Doskonalenie percepcji zmysłowej, rozwijanie przeżyć ruchowych i doświadczenia ciała
- Zdolność do solidarności
- Kompetencja socjalna
- Umiejętność pracy w grupie
- Tolerancja, w szczególności jako szacunek do jednostki i postawy innych
- Doskonalenie zdolności do działania i komunikacji
- Doskonalenie sprawności motorycznej i sensorycznej
- Doskonalenie osiągnięć szkolnych

## Psychomotoryka w praktyce
Zajęcia psychomotoryczne zachęcają dzieci do percepcji swej fizycznej tożsamości i do jej zaakceptowania, do wypróbowania nowych ról, do komunikacji z innymi. Z takich spontanicznych działań zabawowych często powstają projekty. Bazują one na autentycznym zainteresowaniu dzieci, które jest wprawdzie stymulowane przez dorosłych za pomocą sugestii, jednak nie jest przez nich sterowane. Dlatego też projekt może trwać przez różny czas (od jednych zajęć psychomotorycznych do kilku). Również liczba uczestników projektu zależy od zainteresowania osób biorących w nim udział.
Pomieszczenia przeznaczone do wychowania ruchowego powinny stwarzać poczucie bezpieczeństwa (np. przez strefy odpoczynku) i równocześnie oferować wyzwania do bycia aktywnym (sala psychomotoryczna/gimnastyczna jako punkt styczności zachęcający do komunikacji między dziećmi a psychomotorykami, pedagogami i terapeutami).
Psychomotoryk lub pedagog-terapeuta nie jest trenerem czy instruktorem, który organizuje przebieg zajęć, lecz osobą towarzyszącą i partnerem w dialogu z dziećmi. Tworzy atmosferę komfortu – wysłuchuje dzieci i obserwuje je – poprzez własne zainteresowanie i aktywne towarzyszenie wspiera chęć badania i eksploracji u dzieci, tworzy przestrzeń dla rozwoju wrodzonych zasobów aktywności dzieci i daje im impulsy – komunikuje i zastanawia się razem z dziećmi. Dla pedagogów i terapeutów pracujących metodą psychomotoryczną dzieci są współtwórcami zajęć.

## Psychomotoryka a motoryka sportowa
Podstawą psychomotoryki jest humanistyczny obraz człowieka, który opiera się na liberalnym systemie wartości. Dla działającego człowieka oznacza to stanowienie o samym sobie. Stąd też ruch nigdy nie może być rozpatrywany wyłącznie w aspektach biomechanicznych.
Motoryka sportowa ma charakter funkcjonalistyczny i zorientowana jest na cel nauczania, natomiast psychomotoryka stanowi otwartą propozycję. Funke i Wienke ujęli różnicę między sportem a psychomotoryką w następujący sposób: „Gdy trener odkrywa w dziecku sportowca, ponieważ widzi jego potencjał dostosowania się do form i wyzwań sportowych, psychomotoryk odkrywa, że dziecko ruszając się, wchodzi w kreatywny i oczywiście także socjobiograficznie uwarunkowany kontakt z okolicznościami ruchowymi. Patrząc z tej perspektywy, psychomotoryka nie potrzebuje przedmiotu przekazu i nie wymaga także przedmiotowej dydaktyki. Z całą pewnością posiada ona, choć nie jest przedmiotem do nauczania, szczególną rzeczowość. W sporcie rzeczowość oznacza zachowanie stosownie do zasad sportowych, natomiast w psychomotoryce rzeczowość polega na tym, aby sprostać rzeczom, z którymi ma się do czynienia, zgodnie z własnymi zamiarami. Tym samym psychomotoryka w zasadzie staje się dyscypliną estetyczną.“
Obraz dziecka w psychomotoryce jest ukształtowany przez przekonanie, że dzieci dysponują wieloma kompetencjami i są zainteresowane ich rozszerzaniem. Wyróżniają się przy tym energią, kreatywnością i elastycznością, a także własną kulturą, w której poczucie rzeczywistości i wyobraźnia są ze sobą ściśle powiązane. Dzieci zdobywają wiedzę przez codzienne doświadczenia, przez badanie, eksperymentowanie i przede wszystkim przez to, że wyrażają odkrycia, przeżycia, odczucia i znaczenia w swój indywidualny i specyficzny sposób oraz że dla nas dorosłych ten charakterystyczny dla dzieci, psychomotoryczny sposób wyrażania się jest często „ziemią nieznaną“. Jednakże to, czego nie rozumieją rodzice, niekoniecznie stanowi błąd i wymaga poprawy.

## Treści psychomotoryki
Do najważniejszych treści psychomotoryki należą (według Zimmer):
- doświadczenia ciała i siebie samego, jak percepcja i przeżywanie własnego ciała, doświadczenia zmysłowe, doświadczenie cielesnych możliwości wyrażania się
- doświadczenia rzeczowe, jak konfrontowanie się z przestrzennymi i przedmiotowymi warunkami otoczenia, jak dostosowanie się do prawidłowości obiektów lub dostosowanie ich do siebie, badawcze i eksperymentalne uczenie się przez ruch
- doświadczenia społeczne, jak komunikacja z innymi poprzez ruch
- gry z samodzielnie stworzonymi lub dostosowanymi do sytuacji regułami, granie razem lub przeciwko sobie
- angażujące ćwiczenia ruchowe służące wspomaganiu percepcji zmysłowej